# Christoph Kühn
Christoph Kühn (ur. w 1963 w Datteln) – niemiecki duchowny katolicki, dyplomata watykański.

## Życiorys
W 1990 otrzymał święcenia kapłańskie i został inkardynowany do diecezji Eichstätt. W 1993 rozpoczął przygotowanie do służby dyplomatycznej na Papieskiej Akademii Kościelnej. Uzyskał doktorat z prawa kanonicznego na Papieskim Uniwersytecie Gregoriańskim.
W 1997 rozpoczął służbę w dyplomacji watykańskiej pracując kolejno jako sekretarz nuncjatur: w Zimbabwe (1997-1998) i w Zambii (1998-2001). W latach 2001–2008 był kierownikiem sekcji niemieckojęzycznej watykańskiego Sekretariatu Stanu. W latach 2008–2012 był radcą nuncjatury apostolskiej w Wiedniu.

## Odznaczenia
- Krzyż Komandorski Orderu Zasługi Księstwa Liechtenstein (2023)[1]